# 이우봉
이우봉(李偶奉, 1935년 6월 8일~)은 대한민국의 축구 선수, 지도자로 1964년 하계 올림픽에 참가했다. 또한 1975년부터 1982년까지 국제 심판으로 활약하기도 했다.

## 클럽 경력
충청북도 충주군 출신으로 충주남산공립심상소학교 4학년 때 축구를 시작했다. 충주중학교 진학 후에는 축구와 권투를 병행하다가 축구를 진로로 잡았다. 6.25 전쟁이 발발한 후에는 고향인 충주, 안동, 원주 등지에서 미군 부대 하우스보이로 일했으며, 때로는 전투에 가담하여 중국군을 사살하기도 했다. 이런 생활 끝에 동기보다 2년 늦게 고등학교를 졸업했다.
고등학교 졸업 후 충북대학교로 진학했으며, 충북대 2학년 때인 1958년에 육군에 입대했다. 하우스보이로 일하던 시절 중국군 사살의 공로로 부대장에게 받은 전투공로상으로 인해 병사가 아닌 부사관으로 복무했으며, 육군정보학교에서 교육을 받은 후 육군 특무부대 축구단에서 선수 생활을 했다. 1962년 4월에 전역한 후 한국전력공사에 입사하면서 한국전력 축구단 선수로 뛰었고, 1972년에 은퇴했다.

## 국가대표팀 경력
1961년에 대한민국 국가대표 2진에 발탁되었으며 1961년 메르데카컵에 참가했다. 이후 1964년에 대한민국 국가대표팀에 발탁되어 일본 도쿄에서 열린 1964년 하계 올림픽 축구 종목에 참가했다.
1968년에 다시 국가대표로 발탁되었으며, 8월에 열린 1968년 메르데카컵에 참가했다. 그는 A매치 3경기 출전했다.

## 은퇴 후의 경력
1972년에 현역에서 은퇴한 후 한국전력에서 퇴사했으며, 바로 육군사관학교 축구팀의 감독으로 부임했다. 1975년까지 육군사관학교 감독으로 활동한 후 심판이 되어 1982년까지 활동했다. 이후 동국대학교 축구부 감독을 맡았고 대한축구협회 심판위원, 아시아 축구 연맹 심판위원 등을 맡았다.